# رأس الماء (الجزائر)
رأس الماء قرية، جزائرية تابعة إداريا لبدلدية قجال، دائرة ڤجال ، ولاية سطيف ، الجزائر.